# Jake Tapper

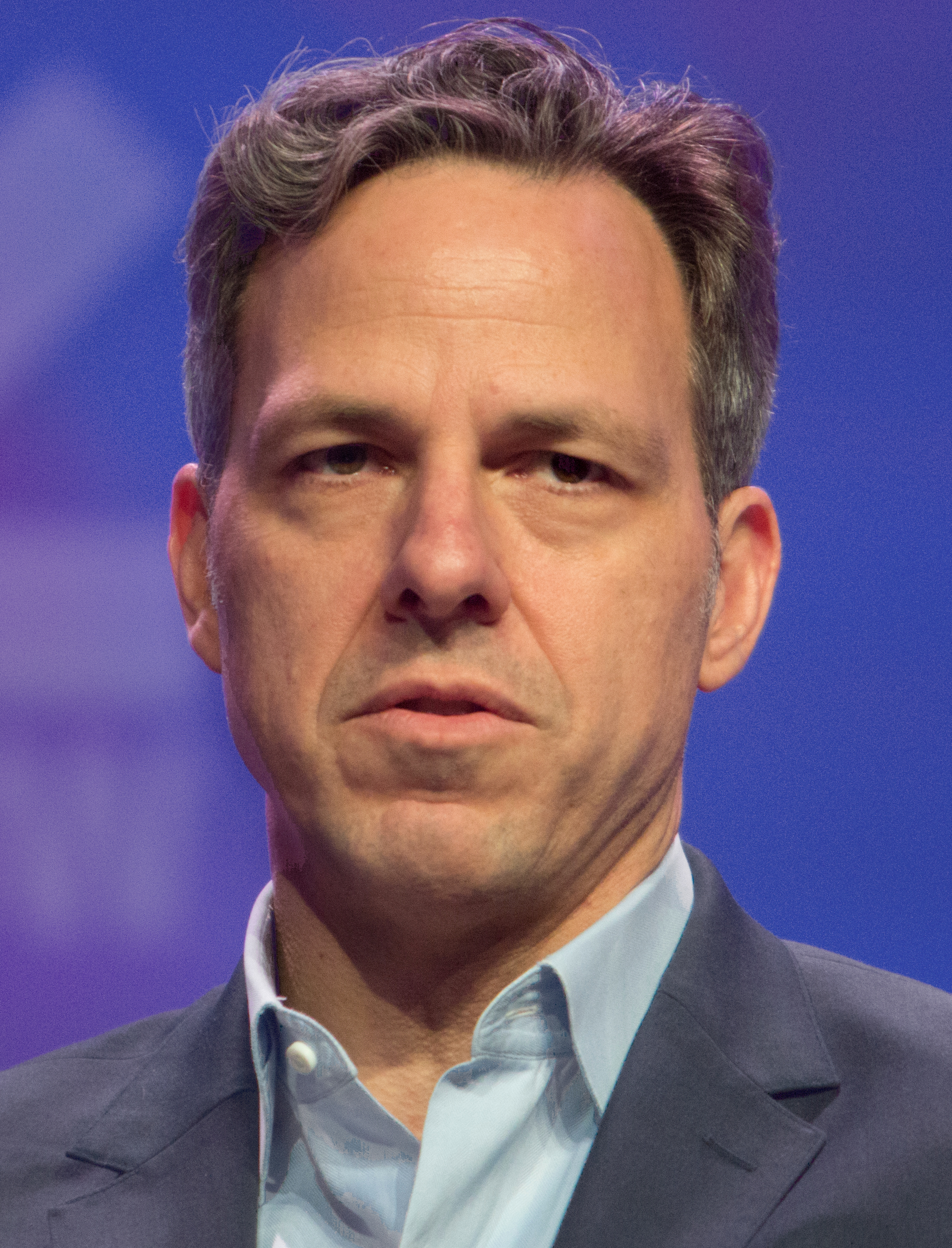
Jake Tapper in 2017

Jacob Paul „Jake“ Tapper (New York, 12 maart 1969) is een Amerikaanse journalist, televisiepresentator en cartoonist.
Hij presenteert op CNN The Lead with Jake Tapper en The State of the Union with Jake Tapper.

## Carrière
Tapper studeerde in 1991 af aan het Dartmouth College in Hanover (New Hampshire). Hij werkte daarna in het persteam van de Democratische Congreskandidaat Marjorie Margolies. Na haar verkiezingsnederlaag in 1994 ging hij werken voor een reclamebedrijf. Aansluitend werkte hij korte tijd bij een non-profitorganisatie, die zich voor een betere wapencontrole inzet.
Vanaf het einde van de jaren negentig was hij als freelancejournalist werkzaam en schreef hij onder andere voor The New York Times, The Washington Post en de Los Angeles Times, alvorens hij redacteur werd bij het stadsmagazine Washington City Paper. Hij stapte van daar over, eerst naar Salon.com en vervolgens in 2003 naar ABC News. Daar nam hij vanaf 2008 de post van chef-correspondent van de zender in het Witte Huis.
Voor zijn werk daar werd hij driemaal met de Merriman Smith Memorial Award onderscheiden. Voor de berichtgeving over de installatie van president Barack Obama verkreeg hij een Emmy.
In januari 2013 stapte Tapper over naar CNN, waar hij sinds maart 2013 dagelijks de presentatie van The Lead with Jake Tapper verzorgt. Sinds 2015 presenteert hij bovendien de talkshow The State of the Union with Jake Tapper op zondagen.
In 2022 verscheen Tapper als zichzelf met een cameo in de film Glass Onion: A Knives Out Mystery. In 2024 verscheen Tapper als een geanimeerde versie van zichzelf in de HBO Max-serie Creature Commandos. In 2025 verscheen Tapper als presentator Jack Tapir in de James Gunn film Superman.

## Cartoonist
Tapper is ook een begaafd cartoonist. Zijn stripverhaal Capitol Hell verscheen in de periodiek Roll Call van 1994 tot 2003. Hij maakte ook cartoons voor The American Spectator, de Los Angeles Times en The Philadelphia Inquirer.
In de week van 23 mei 2016, was hij gast-tekenaar van de Dilbert cartoon. De originele tekeningen werden online geveild om geld bijeen te brengen voor de Homes for our Troops Foundation.

## Privé
Tapper is gehuwd en heeft twee kinderen.
- Bibsys: 1492758308619
- Gemeinsame Normdatei: 1166107183
- International Standard Name Identifier: 0000 0000 4792 2775
- Library of Congress Control Number: n99264429
- Nationale Bibliotheek van Tsjechië: ola20191058674
- Nationale Bibliotheek van Israël: 987007314542505171
- Système universitaire de documentation: 18360833X
- Virtual International Authority File: 6729757
- WorldCat: E39PBJhCKcQ9wMxGfMcK8JHBfq